# Kraftisried
Kraftisried – miejscowość i gmina w południowych Niemczech, w kraju związkowym Bawaria, w rejencji Szwabia, w regionie Allgäu, w powiecie Ostallgäu, wchodzi w skład wspólnoty administracyjnej Unterthingau. Leży w Allgäu, około 12 km na zachód od Marktoberdorfu, przy drodze B12.

## Demografia
| Rok  | Liczba mieszk. |
| ---- | -------------- |
| 1970 | 627            |
| 1987 | 722            |
| 2000 | 771            |

## Polityka
Wójtem gminy jest Jutta Breitenmoser, poprzednio funkcję tę sprawował Johann Hartmann. Rada gminy składa się z 8 osób.
|      | Wahlgemeinschaft aller Berufsstände | Razem |
| 2008 | 8                                   | 8     |
| 2002 | 8                                   | 8     |